# Fokker C.I
Il Fokker C.I era un ricognitore biplano prodotto dalla allora tedesco imperiale Fokker-Flugzeugwerke negli anni dieci del XX secolo
Sviluppato dal caccia monoposto D.VII, venne utilizzato principalmente dalla tedesca Luftstreitkräfte, la componente aerea del Deutsches Heer (l'esercito imperiale tedesco), verso la fine della prima guerra mondiale.

## Storia

### Sviluppo
Il C.I venne ideato per rispondere all'esigenza da parte della Luftstreitkräfte di dotarsi di un nuovo velivolo da ricognizione da affiancare ai modelli già in dotazione ai reparti.
Progettato come sviluppo del prototipo V.38, risultava avere un aspetto molto simile al caccia D.VII dal quale se ne distingueva principalmente per le misure maggiorate e per il secondo abitacolo dotato di mitragliatrice brandeggiabile montata su anello.

### Impiego operativo
Durante le fasi finali del primo conflitto mondiale venne utilizzato in missioni di ricognizione dai reparti della Luftstreitkräfte.
Al termine del conflitto, in seguito alle conseguenze dell'armistizio di Compiègne, le forze aeree alleate alla Triplice intesa sequestrarono gli esemplari rimasti che andarono ad equipaggiare alcune forze aeree come parziale risarcimento dei danni di guerra.

## Descrizione tecnica
Il Fokker C.I aveva un aspetto classico ed affine ai modelli identificati come C-Typ dalle specifiche Idflieg; biplano, monomotore e biposto.
La fusoliera, di sezione rettangolare, era dotata di una coppia di abitacoli aperti in tandem, l'anteriore destinato al pilota ed il posteriore, dotato di mitragliatrice difensiva brandeggiabile montata su anello, a disposizione dell'osservatore. Posteriormente terminava in un impennaggio classico monoderiva di forma circolare e dotato di piani orizzontali controventati.
La configurazione alare era biplana con ala superiore ed inferiore di ugual misura, quest'ultima leggermente spostata verso coda, collegate tra loro da due coppie di montanti ad "N" per lato ed integrate da tiranti in filo d'acciaio.
Il carrello d'atterraggio era un semplice biciclo anteriore fisso dotato di ruote di grande diametro collegate da un asse rigido ed integrato posteriormente con un pattino d'appoggio.
La propulsione era affidata ad un motore BMW IIIa, un sei cilindri in linea raffreddato a liquido in grado di erogare una potenza pari a 185 PS (135 kW) ed abbinato ad un'elica bipala in legno a passo fisso.
L'armamento consisteva in una mitragliatrice calibro 7,7 mm in caccia posta davanti all'abitacolo che, sincronizzata, consentiva di sparare senza conseguenze attraverso il disco dell'elica, più una seconda, sempre calibro 7,7 mm, posta su anello nell'abitacolo posteriore. Era inoltre possibile equipaggiare il modello con un carico bellico consistente in 4 bombe da caduta da 12,5 kg.

## Utilizzatori
Danimarca
- Hærens Flyvertropper

 Germania
- Luftstreitkräfte

 Paesi Bassi
- Luchtvaartafdeling

 Unione Sovietica
- Sovetskie Voenno-vozdušnye sily